# ليون غوتييه
ليون غوتييه (بالفرنسية: Léon Gautier)‏ هو أمين الأرشيف ومؤرخ فرنسي، ولد في 8 أغسطس 1832 في لو هافر في فرنسا، وتوفي في 25 أغسطس 1897 في باريس في فرنسا.
وُلد ليون جوتييه في مدينة سَطِيف (Sétif) بولاية قُسَنْطِينَة (Constantine) شمال شرق الجَزَائِر في 18 يناير عام 1862م. وكانت سَطِيف قد وقعت تحت الاحْتِلاَل الفَرَنْسِيّ في 15 ديسمبر 1848م بقيادة الجنرال «غالبو» (Galbois)
شغل والد جوتييه منصب قاضٍ في محكمة سَطِيف المدنيّة (Juge au Tribunal Civil de Sétif)، ومن ثَم تيسّر له ما لم يتيسّر للكثير من أقرانه من حيث الاطِّلاع على «الْكُتُب والسِّجِلَّات»، التي اطَّلع عليها بحكم نشأته في أسرةٍ مقرَّبةٍ من شؤون الحكم، أو أَطْلَعهُ عليها والده بحكم وظيفته في السلك القضائيّ، درس الفَلْسَفَة على يد الفَيلَسُوف الفَرَنْسِيّ «جول إميل ألاو» أُسْتَاذ الفَلْسَفَة بعد ذلك في كُلِّيَّة الآدَاب بالجَزَائِر - الذي تتلمذ على يد فيكتور كوزان. وكذلك درس الآثَار والتَّارِيخِ على يد رينيه دو لابلانشير، و«إميل ماسكراي» و«إدوارد كات» صاحب «الوجيز في تَارِيخ الجَزَائر والذي كان حينذاك أستاذًا في مَدْرَسَة الآدَاب بالجَزَائِر، جمع «جوتييه» بين الثقافتين العَرَبِيَّة والأُورُوبِّيَّة، وأتقن اللغتين العَرَبِيَّة والفَرَنْسيَّة، وألَمَّ باللُّغَات الأجنبيّة، وكان مترجِمًا ومحقِّقًا من الطِّرَاز الأَوَّل، وحاز «جوتييه» على احترام المثقّفين العَرَب والأُورُوبِّيّين وتقديرهم. وكان على حظٍّ وافرٍ بالمَعْرِفة اللُّغَويَّة والفَلْسَفِيَّة والأدَبِيَّة الإِسْلاميَّة.

## وصلات خارجية
- ليون غوتييه على موقع الموسوعة البريطانية (الإنجليزية)